# Union des travailleurs de Colombie
L'Union des travailleurs de Colombie ((es): Unión de Trabajadores de Colombia) est un syndicat colombien fondé en 1946 et d'inspiration catholique. Il fut créé avec le soutien du Parti conservateur colombien.

## Historique
L'origine de l'UTC se trouve dans un changement d'attitude de la hiérarchie catholique vis-à-vis du « danger communiste », et de l'amoralisme des classes populaires urbaines. En 1945, la Conférence épiscopale colombienne rappelle aux ouvriers la nécessité de respecter l'ordre naturel des choses et notamment le droit de propriété et du patron. Sur cette base, une Federación Agraria Nacional ((es) Fanal : Fédération agraire nationale) est créée en juin 1946 par des membres de l'Action catholique et de plusieurs membres des associations de producteurs agricoles (Federación de Cafeteros, etc.). en parallèle, se crée l'Union de Trabajadores de Boyacá (UTRABO : Union des travailleurs de Boyacá) qui se crée dans le Boyacá, un département rural aux relations sociales particulièrement archaïques. Un an après, à la suite de l'échec de la Confederación nacional de los trabadojes créée par les partisans de Jorge Eliécer Gaitán au congrès fondateur de laquelle des observateurs de la hiérarchie catholique participent, est créée la Unión Nacional de Trabadojes de Antioquia (UTRAN : Union nationale des travailleurs d'Antioquia) sous l'égide de l'Organización Católica Social Arquidiocesana (OCSA : Organisation catholique sociale archidiocésaine) qui comprenait des membres de l'organisation patronale de l'Antioquia.

Le 11 juin 1946 lors d'un congrès à Bogota est créée l'Unión de Trabadojes de Colombia sur la base de la Fanal et de l'Utran et rassemblant 24 syndicats, dont 11 appartiennent à l'Utran. En plus du soutien de l'Église catholique colombienne, l'UTC reçoit aussi celui du Parti conservateur colombien.

L'UTC connait alors une certaine expansion pendant deux ans, particulièrement dans les zones où le poids de l'Église et du Parti conservateur est important. Elle bénéficie aussi du soutien de l'administration du Président Mariano Ospina Pérez qui veut éliminer les éléments les plus radicaux du mouvement ouvrier. Comme le reste du mouvement ouvrier, elle est profondément désorganisée pendant la période de La Violencia.

## Référence
- (es) Daniel Pécaut, Orden y violencia : Colombia 1930-1953, Medellín, Fondo Editorial Universidad Eafit, 2012, 634 p. (ISBN 978-958-720-120-8, lire en ligne), p. 443-452
- US Country Studies : Colombia, The Labour Movement